# Протесты в Мангистауской области (2011)

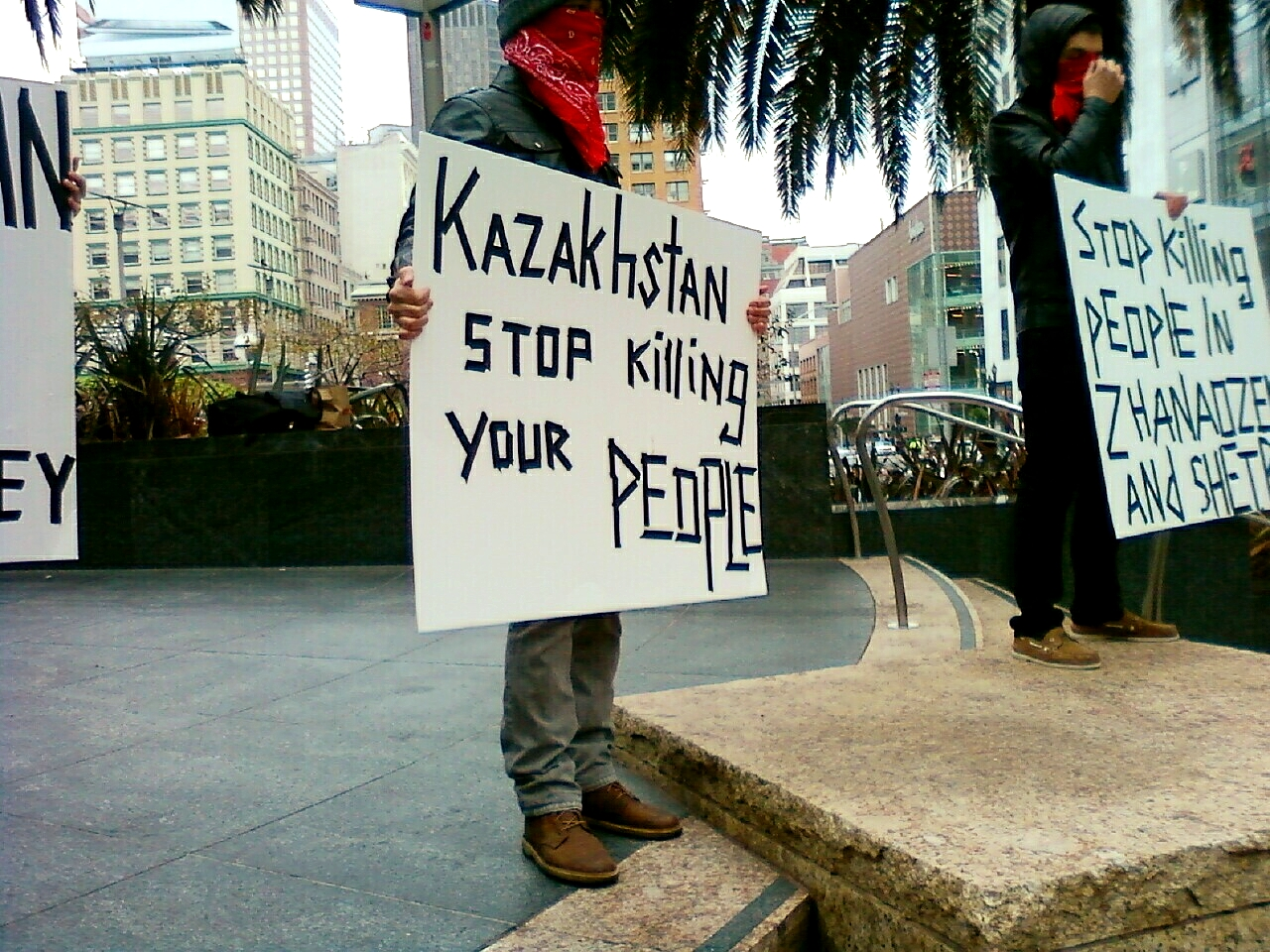
Демонстрация в Сан-Франциско, США, против подавления протеста в Жанаозене 18 декабря 2011 года. «Казахстан, хватит убивать своих людей».

Протестное движение в Мангистауской области Казахстана (каз. Қазақстанның Маңғыстау облысындағы наразылық қозғалысы) — акции социального протеста работников дочерних компаний государственной нефтегазовой компании «КазМунайГаз» («Каражанбасмунай» и «Озенмунайгаз») в Мангистауской области на юго-западе Казахстана. Наиболее известно массовой забастовкой нефтяников в 2011 году, вылившуюся в крупные беспорядки в городе Жанаозене 16 декабря с 15 погибшими, сотнями раненых и арестованных. На следующий день в посёлке Шетпе во время подавления полицией беспорядков, связанных с событиями в Жанаозене, погиб ещё один человек.

## Забастовочное движение
Перманентные забастовки нефтяников в Мангистауской области длятся с 2008 года. Одновременно росла дифференциация по уровню доходов: из-за роста среднего уровня зарплат росли цены, но у значительной части населения, не связанной с нефтяной отраслью, изменения уровня доходов не произошло.
Начиная с 2010 года на нефтяном предприятии «Каражанбасмунай» тянулся трудовой конфликт, в ходе которого достаточно большая группа работников начала требовать улучшения условий труда и повышения его оплаты. В январе 2011 года был создан трудовой арбитраж, в котором работники оказались в меньшинстве, вместо паритетного соотношения с работодателем, как это предполагалось изначально. Председатель профкома Е. Косарханов соглашается с таким положением вещей, а также активно препятствует включению в состав арбитража юриста профкома Натальи Соколовой.
В марте юрист независимого профсоюза месторождения «Каражанбас» Наталья Соколова распространила заявление премьер-министру и генеральному прокурору по фактам вооружённого нападения на активистов профсоюза.
30 января и 15 февраля 2011 года заместитель руководителя профсоюза ОО «Профсоюз работников Каражанбаса» Асланбек Айдарбаев подвергся избиению и вооружённым угрозам, а его дом в ночь с 19-го на 20-е мая был подожжён неизвестными.
Забастовки первоначально проходили на территории месторождения Каражанбас в районе Актау с 17 мая, с 26 мая к ним присоединились работники производственного филиала «Озенмунайгаз» в районе Жанаозена. В районе Актау с 17 мая бастовало более 700 рабочих, а компания за десять дней потеряла 1,6 миллионов долларов вероятного дохода. В забастовку в Жанаозене было втянуто с первого дня 1,5 тысячи нефтяников.
Массовые забастовки изначально коснулись в основном сервисных служб, а не служб добычи. В июле в районе Жанаозене бастовало более 1,2 тысячи рабочих.
2 июня в Актау произошла массовая мирная акция бастующих на площади перед акиматом Мангистауской области, в ходе которой они безуспешно пытались встретиться с акимом Крымбеком Кушербаевым для передачи ему обращения Главе государства Нурсултану Назарбаеву.
2 августа в Жанаозене был найден убитым профсоюзный активист Жаксылык Турбаев, а 24 августа было обнаружено тело пропавшей накануне дочери председателя профсоюзного комитета рабочих компании «Озенмунайгаз» Кудайбергена Карабалаева. Однако, по словам представителей ДВД Мангыстауской области, какой-либо связи между произошедшими убийствами с забастовкой не прослеживается.
После начала забастовок из нефтегазовой отрасли было уволено несколько сотен протестующих рабочих.
Правительство Казахстана в течение 7 месяцев никак не реагировало на требования бастующих нефтяников.
3 октября в Жанаозене совершил самоубийство один из бастующих рабочих компании «Озенэнергонефть».
23—25 ноября в Жанаозене состоялась трёхсторонняя встреча с бастующими по вопросу их трудоустройства.

## Требования и программа действий
Начиная с мая на западе Казахстана практически непрерывно шли забастовки нефтяников, требующих выплаты отраслевых и региональных коэффициентов к заработной плате (по мнению рабочих, их зарплата была в течение нескольких лет почти вдвое ниже причитающейся).
Вплоть до 16 декабря у бастующих не было никаких политических требований, а только экономические. У бастующих не было ни плана действий, ни серьёзной поддержки со стороны социальных активистов из других регионов и государств, что должно было привести их к любым крайним мерам. 14 декабря 2011 года было опубликовано обращение к нефтяникам с требованиями отставки президента.
Журнал «Эксперт» пишет, что этот конфликт не столько трудовой, сколько социально-экономический: по мнению журналистов, люди в большей степенью недовольны низким уровнем развития региона Мангистау и собственно Жанаозена (несмотря на огромные доходы нефтедобывающих компаний), нежели низкими зарплатами.

## Судебное преследование активистов

### Судебное преследование Натальи Соколовой
17 мая один из руководителей компании «Каражанбасмунай» Юань Му написал заявление с просьбой о привлечении Натальи Соколовой к уголовной ответственности. Дело вёл не рядовой следователь, а начальник следственного отдела.
23 мая 2011 года на юриста профсоюза нефтедобывающей компании «Каражанбасмунай» Наталью Соколову был наложен штраф в размере 22 680 тенге за состоявшееся 17 мая несанкционированное собрание. 24 мая ей выписали штраф на 30 240 тенге за аналогичное собрания 21 мая.
25 мая Соколова была арестована на восемь суток за проведение несанкционированной акции протеста у здания департамента внутренних дел Мангистауской области, которая состоялась накануне и была расценена властями как несанкционированный митинг. Накануне дня истечения ареста (1 июня) против неё было возбуждено уголовное дело по статье «Возбуждение социальной, национальной, родовой, расовой или религиозной вражды», а её арест был продлён судом до 1 августа. 31 мая в квартире Соколовой был произведён обыск, были изъяты компьютер, все её записи и документы.
28 июля начался суд над Соколовой. Сама Соколова полностью отвергла обвинения в свой адрес. 8 августа 2011 года Наталья Соколова осуждена на шесть лет заключения в колонии общего режима по обвинению «в разжигании социальной розни и нарушении порядка организаций и проведения собраний, митингов, пикетов, уличных шествий и демонстраций». По словам мужа Соколовой, доказательств разжигания социальной розни на суде приведено не было.
26 сентября Мангистауский областной суд оставил без изменения приговор суда первой инстанции.
3 декабря Наталья Соколова этапирована в колонию УГ −157/11 в Атырау.
15 декабря во время пресс-конференции в Москве правозащитник Валентин Гефтер назвал судебное преследование Натальи Соколовой «позорным и вопиющим», а Лев Пономарёв отметил, что «режим Казахстана стал первопроходцем в обкатывании новых методов преследования оппозиции и независимых СМИ, которые потом использовались в России и в других странах СНГ».
7 марта 2012 года Наталья Соколова, признавшая свою вину, была выпущена на свободу с заменой наказания на условное. Также ей запрещено сроком на три года заниматься общественной деятельностью. Таким образом, Соколова провела в заключении десять с половиной месяцев.
По состоянию на июнь 2016 года Соколова и другие 14 бывшие работников «Каражанбасмуная» жаловались заместителю акиму области, что до сих пор не могут трудоустроиться. Бывший работодатель в ответ на требования восстановления их на рабочих местах, выплаты компенсаций за период, в который они находились без работы, а также других коэффициентов, с их слов, отвечал угрозами.

### Судебное преследование Акжаната Аминова
30 июня судом Мангистауской области был арестован на два месяца активист забастовки нефтяников «Озенмунайгаза» Акжанат Аминов по статье «Разжигание социальной розни». 5 июля суд оставил без удовлетворения апелляционную жалобу.
В июле стало известно, что ему не оказывают необходимой медицинской помощи: несмотря на то, что он болен сахарным диабетом 2 типа, ему не делали инъекций инсулина. В результате ухудшилось состояние его здоровья. Председатель профсоюза «Жаңарту» и сопредседатель Социалистического движения Казахстана Есенбек Уктешбаев считает это пытками.
18 августа Аминов был осуждён на один год тюрьмы условно с испытательным сроком на два года после двух месяцев нахождения под стражей. Акжанат Аминов был освобождён из-под стражи в зале суда.

### Судебное преследование Натальи Ажигалиевой
8 сентября 2011 года правозащитница и лидер движения за соблюдение трудовых прав Наталья Ажигалиева была арестована в Жанаозене и приговорена к 15 суткам административного заключения по обвинению в «злостном неповиновении полиции».
24 сентября Наталья Ажигалиева была отпущена на свободу. Известно, что иск против неё подал полицейский, участвовавший в разгоне бастующих в Жанаозене 8 июля. Сообщалось, что тогда Наталья Ажигалиева в знак протеста облила себя бензином и грозилась поджечь себя.

### Реакция на судебные преследования
Протесты нефтяников, начавшиеся ещё летом 2011 года, привлекли внимание международных организаций. Так, 11 июня депутат Европейского парламента от Ирландии Пол Мёрфи (Социалистическая партия, фракция Европейские объединённые левые/Лево-зелёные Севера) направил протестующим нефтяникам Каражанбаса письмо поддержки.
1 июля, по сообщениям оппозиционных СМИ, лидер партии «Алга!» Владимир Козлов заявлял, что «местная власть, руководство „Озенмунайгаз“ и правоохранительные органы Мангистау сознательно провоцируют бастующих и голодающих рабочих на бунт». Судя по тому, что Козлов был признан одним из организаторов этих беспорядков, следствие позднее сделало вывод, что он вместе с единомышленниками (Соколовой и другими) такими заявлениями заранее готовили общественное мнение к беспорядкам в Жанаозене.
Организация «Amnesty International» признала в июле 2011 года Наталью Соколову и Акжаната Аминова узниками совести.
Международная организация трудящихся и народов обратилась к президенту Казахстана Назарбаеву с заявлением, которое подписали генеральный секретарь Партии трудящихся (Алжир) Луиза Ханун и секретарь Независимой рабочей партии (Франция) Даниэль Глюкштейн.

## Хронология событий в Жанаозене
16 декабря 2011 года во время празднования 20-летия независимости Казахстана около 16.30, согласно официальным данным, разъярённые протестующие разгромили полицейский автобус, перевернули и подожгли автомобиль. Также, судя по отдельным фрагментам видео, разъярённые участники беспорядков (многие из которых были не в форме нефтяников, а в обычной гражданской одежде) набрасывались с палками и обрезками труб на участвовавших в празднике детей — участников театрализованного шествия, а также на полицию. Кроме того, в опубликованных видеороликах (некоторые из которых были официально продемонстрированы на брифингах в Генеральной прокуратуре) видно, как группы протестующих осуществляют беспорядки (поджигают здания, громят и грабят магазины, толкают и громят автомобили), а также нападают на полицейских.
Позднее в ходе следствия и суда было установлено, что каждому из активных участников беспорядков провокаторы дали по 20 тысяч тенге, поили, раздавали обрезы и другое оружие, призывая грабить магазины, громить автомобили и избивать участников праздничного шествия. Об этом 24 декабря в ходе встречи с жителями Жанаозена упомянул президент Казахстана Нурсултан Назарбаев. «Провокаторы сделали своё дело и скрылись. Половину из них мы уже задержали, но тот, кто в целом дирижировал этим, в Жанаозене вообще не появлялся. Каждому из молодых людей дали по 20 тысяч тенге, каждого напоили. Мы серьёзно расследуем это дело и разберём каждую смерть в отдельности. Организаторов мы будем искать, в какой точке мира они бы ни скрывались. Будет суд, и виновные будут наказаны», — сказал президент.
Впоследствии представители Генеральной прокуратуры Казахстана продемонстрировали видеозапись, из которой следует, что собравшиеся на площади люди сначала препятствовали прохождению праздничной колонны, затем принялись разбивать припаркованные рядом с площадью автомобили, потом стали оттеснять полицейское оцепление. Затем ими было захвачено и подожжено здание городской администрации (акимат). Некоторые чиновники, спасаясь, выпрыгивали с верхних этажей.
Были также сожжены офис нефтяной компании и гостиница. Нападавшие не давали возможности проехать пожарным машинам. Для защиты граждан, оказавшихся в захваченном здании, был сформирован и направлен сводный отряд полиции, который протестующие забросали камнями и якобы открыли по нему стрельбу из огнестрельного оружия. Заместитель начальника департамента внутренних дел Мангистауской области Талгат Мусаканов сказал, что при попытке тушения пожара и оказания помощи пострадавшим со стороны толпы была применена стальная арматура, холодное оружие, огнестрельное оружие.
По данным ряда СМИ, в беспорядках приняло участие от одной до трёх тысяч человек.
По официальной версии, полицией был открыт огонь на поражение для предотвращения беспорядков, в целях защиты жизни и здоровья мирных жителей, а также для предотвращения попадания оружия в руки хулиганов. По свидетельствам некоторых СМИ, полицейские, которые на момент начала беспорядков были без оружия, покинули центральную площадь, а затем вернулись на неё уже вооружёнными, и открыли огонь травматическими патронами по агрессивным участникам беспорядков. По другим сообщениям, огонь по агрессивной толпе был открыт, когда она подошла к зданию акимата.
Объективно судить о том, что на самом деле происходило в момент беспорядков, можно только на основе визуальных свидетельств — по тем немногим видеороликам, которые были отсняты на месте или с крыш близлежащих зданий. При этом в печатных и электронных СМИ крайне мало объективных свидетельств, которым можно доверять как независимым источникам. Объясняется это двумя моментами. Во-первых, в момент активной фазы самих беспорядков профессиональных журналистов на месте не было (здесь стреляли и было очень опасно). Пресса стала прибывать в город позднее. В результате в качестве «очевидцев», которые впоследствии описывали события репортёрам, часто выступали сами же погромщики. С их слов в газетах и появлялась информация, в частности, что детей из театрализованной колонны якобы не разогнали, а «вежливо попросили изменить маршрут», что полицейский джип якобы врезался в толпу митингующих и прочее, что позднее было опровергнуто на основе объективных данных видеосъёмок. Во-вторых, очень значительная доля публикаций о тех событиях, появившихся в первые дни, приходится на оппозиционные СМИ, подконтрольные беглому казахстанскому олигарху Мухтару Аблязову. Хотя, безусловно, отснятые этими СМИ фото- и видеосвидетельства в любом случае имеют высокую ценность, наряду с другими, опубликованными по данным событиям.
Наглядно о неточности публиковавшейся информации можно судить по данным о погибших и раненых. Согласно первому сообщению прокуратуры, погибло 10 человек. По уточнённым на следующий день данным, погибло 11 человек. 18 декабря официальное число погибших в Жанаозене выросло до 15.
При этом СМИ приводили другие данные, самые различные. Так, российская журналистка Е. Костюченко в своей репортажной статье «Жанаозен» в «Новой газете» ссылается на рассказ некоего неназванного медика, хирурга-реаниматолога в больнице Жанаозена. Врач в интервью журналистке сообщила, что только ей лично не удалось спасти 22 человека. «Мы оперировали их, доставали пули, но они умирали. Сейчас людей, которых я не спасла, 23. Будет 24 — один в реанимации очень тяжёлый, не выживет». В той же статье, перепечатанной актауским изданием «Лада», приводятся сообщения опять-таки неназванных свидетелей, якобы находившихся внутри больницы и работавших в морге, которые сообщили, что в морг больницы доставили всего 64 трупа. Е. Костюченко также ссылается на неназванного водителя «скорой помощи», который, сделал два рейса из Жанаозена в Актау и перевёз 15 трупов. Если анализировать публикации в оппозиционных СМИ, то их сообщения чаще всего указывают на 70 погибших. В целом налицо традиционный для подобных трагических событий разнобой данных официальных (таких как Генпрокуратура) и СМИ, чьи подсчёты основаны на свидетельствах неназванных очевидцев и свидетелей, проверить которых невозможно.
Между тем, ведущие казахстанские телеканалы давали близкие цифры по количеству пострадавших (но не погибших). Так, в сюжете телеканала КТК сообщалось, что госпитализировано свыше 60 пострадавших, шестеро из которых — сотрудники правоохранительных органов, в том числе заместитель начальника Жанаозеньского управления внутренних дел, который перенёс сложнейшую операцию. Оппозиционные и независимые СМИ на этом фоне давали другие цифры. Так, газета «Лада» сообщала, что уже в обеденное время 16 декабря в больнице Жанаозена было 340 раненых, а до утра следующего дня их якобы стало уже 400, из которых 17 наиболее «тяжёлых» раненых отвезли в Актау. Доверять этим данным, впрочем, вряд ли возможно, так, в публикации «Лады» обращает на себя внимание нестыковка по времени: если беспорядки начались около 16.30, то непонятно, как уже после обеда (в 14—15 часов) в больнице могли оказаться сотни раненых.
Тем не менее, несмотря на существенную разницу в оценках, масштабы произошедшей в Жанаозене трагедии впечатляют. В результате беспорядков было сожжено здание городского акимата. К вечеру в городе начались массовые грабежи, в которых участвовало, согласно данным полиции, до 5 тыс. человек. По сообщению Генеральной прокуратуры, было разграблено и подожжено 46 объектов, в том числе 8 банков и банкоматов, 20 магазинов, два кафе, одна нотариальная контора, два ломбарда, два акиматовских здания, два опорных пункта полиции, три частных дома и более 20 автомашин. Также была перевёрнута новогодняя ёлка, разрушены расставленные по случаю 20-летия независимости республики юрты.
17 декабря в середине дня в центр Жанаозена опять начали стекаться толпы людей, которые забрасывали полицейских камнями и бутылками с зажигательной смесью. К вечеру по ним вновь был открыт огонь.
По подозрению в участии в беспорядках были задержаны около ста человек. Задержания происходили в сложных условиях, часто на фоне агрессии со стороны молодёжи. Полицейские действовали жёстко и из-за того, что в их рядах были пострадавшие и тяжелораненые. В результате, по данным СМИ, при задержаниях не обошлось без инцидентов. Так, Базарбай Кенжебаев рассказал репортёру «Новой газеты», что вечером 16 декабря он был необоснованно задержан в Жанаозене, когда шёл навестить дочь в роддоме. Его жестоко избивала полиция, требуя признаться в соучастии в разграблении магазина. Кенжебаев на следующий день был освобождён, но вскоре после интервью с репортёром он умер от последствий побоев. О том, что полиция задерживала молодых людей только на том основании, что они проходили мимо разграбленного магазина и жестоко обращалась с ними, сообщил и ставший очевидцем этого журналист газеты «Известия» (который сам был задержан, но вскоре освобождён).
Власти предприняли усилия по стабилизации обстановки и недопущению распространения паники. Местные провайдеры заблокировали доступ к сети микроблогов Twitter, в районе города Жанаозен была блокирована мобильная связь. Также сообщалось об отключениях электричества. Российские СМИ сообщали, что в город были введены внутренние войска. Также ряд прозападных СМИ (среди которых «Эхо Москвы») сообщал о том, что поздно вечером в Жанаозен вошла бронетехника из Актау, а над городом барражируют военные вертолёты. Газета «Комсомольская правда» со ссылкой на собственные источники отметила, что в город также были введены 1500 морских пехотинцев.
Из-за событий в Жанаозен были остановлена добыча на месторождениях Мангистаумунайгаза и Каражанбасмуная с 16 декабря 2011 года. На остальных нефтяных и газовых месторождениях Мангистауской области была введена усиленная охрана, однако они работали в штатном режиме.
17 декабря глава МВД Казахстана Калмуханбет Касымов заявил, что ситуация в Жанаозене стабилизировалась.
21 декабря в посёлке Жетыбай прошёл митинг в поддержку нефтяников Жанаозена.
Центральным избирательным комитетом принято решение об отмене парламентских выборов 2012 года на территории города, согласно решению Конституционного совета Казахстана о невозможности проведения выборов в местностях с чрезвычайным положением.
Назарбаев ветировал решение Избиркома об отмене выборов в Жанаозен, заявив, что это было бы нарушеним избирательного права людей.
11 января 2012 года Конституционный совет отменил своё решение от 6 января после вето Назарбаева на это решение.

## Беспорядки 17 декабря в Шетпе
17 декабря на железнодорожной станции Шетпе в Мангистауской области группа лиц с призывами в поддержку участников беспорядков в Жанаозене перекрыла движение поездов, подожгла тепловоз, забросала вагоны бутылками с горючей смесью. В результате произошла задержка 7 пассажирских и 3 грузовых поездов. В посёлке Шетпе протестующие подожгли новогоднюю ёлку, камни полетели в витрины магазинов и автомобили. Генеральная прокуратура Казахстана сообщила: «Учитывая то, что действия хулиганов реально угрожали жизни и здоровью мирных граждан и самих сотрудников полиции, полицейские вынужденно применили оружие.» В итоге погиб ещё 1 человек, не менее 11 были ранены.
Как сообщали некоторые российские СМИ, во время событий в Шетпе якобы был избит полицейскими популярный блогер Мурат Тунгишбаев, размещавший на YouTube видео со столкновениями между полицией и участниками протестов.

## Реакция на события

### Реакция властей
Президент Казахстана Нурсултан Назарбаев подписал указ о введении чрезвычайного положения в городе Жанаозен. Режим ЧП был введён на 20 дней: с 18:00 17 декабря 2011 года до 07:00 5 января 2012 года. В эти дни в городе должен действовать комендантский час: с 11 часов вечера до 7 часов утра следующего дня.
На период ЧП в городе была усилена охрана общественного порядка и отдельных важных объектов, ограничена свобода передвижения, в том числе въезд и выезд в город, введена проверка удостоверений личности, запрещены митинги, шествия и забастовки, а также продажа оружия и разнообразной техники: аудио- и видеозаписывающей, копировальной и так далее.
Также Назарбаев создал правительственную комиссию по расследованию событий в Жанаозене. На период действия чрезвычайного положения, в городе будет введён комендантский час с 23 часов 00 минут до 7 часов 00 минут, запрещено проведение любых массовых мероприятий, а также забастовки и «иные способы приостановления или прекращения деятельности юридических лиц».
По мнению президента Казахстана Нурсултана Назарбаева, «трудовой спор нефтяников нельзя смешивать с деяниями бандитствующих элементов, которые хотели воспользоваться ситуацией для своих преступных замыслов».
Известно об аресте всех 150 нефтяников Каражанбаса, которые вышли на площадь в Актау в знак поддержки своих коллег из Жанаозена.
22 декабря Назарбаев посетил Жанаозен, где встретился с представителями трудовых коллективов нефтяных компаний и пообещал, что «будут приняты все меры по восстановлению города Жанаозен, обеспечению нормального функционирования объектов жизнеобеспечения города, а также по трудоустройству уволенных работников». Назарбаев объявил об увольнении главы фонда национального благосостояния «Самрук-Казына» Тимура Кулибаева, который приходится ему зятем. В частности, фонд «Самрук-Казына» владеет госпакетом нефтедобывающих компаний, в том числе «Казмунайгаз». Назарбаев заявил: "Не было выполнено моё поручение по своевременному решению трудового спора. Более того, работодателями было принято решение по незаконному увольнению работников компании, причём и тех, которые отсутствовали на работе по уважительным причинам: находились на больничном, в отпуске и так далее. «В целом, требования работников компании к работодателям были обоснованными. Если и были нарушения трудовой дисциплины со стороны работников, работодателям не надо было забывать, что это наши граждане и они не свалились с Луны, их надо было выслушать и по возможности максимально поддержать, чего, к сожалению, не было сделано». В тот же день стало известно, что Назарбаев отправил в отставку акима (главу администрации) Мангистауской области Крымбека Кушербаева и назначил на его место Бауржана Мухамеджанова. Также президент уволил главу нефтегазовой компании «Казмунайгаз» и её возглавил Ляззат Киинов, занимавший до этого времени должность вице-министра нефти и газа, а ранее возглавлявший Мангистаускую область.
Президент обвинил в беспорядках организованные преступные группировки, связанные с силами за рубежом. За превышение полномочий были задержаны трое полицейских.
По приглашению пресс-службы Премьер-Министра РК 24 декабря 2011 года группа казахстанских блогеров вылетела в Мангистаускую область. В программе блог-тура, который получил название «Жанаозен. Глазами очевидцев», известные казахстанские блогеры Алишер Еликбаев (@yelikbayev), Баглан Айдашов (@sympaticus), Искандер Салиходжаев (@iskander_kz), Сабина Саденова(@sadenka), Карлыгаш Нуржанова (@karla_nur), Жомарт Амирханов (@zhomart) ознакомятся с ситуацией в Жанаозене. Блогеры встречаются с жителями Жанаозеня, побывают на городских рынках, предприятиях, увидят собственными глазами, как налаживается жизнь в городе, ознакомятся с работой правительственной комиссии и правоохранительных органов.
В режиме онлайн сообщения блогеров будут размещаться на твиттер-ленте сайта pm.kz и в социальных сетях, в Фейсбуке и Вконтакте.
25 января 2012 года было опубликовано заявление Генерального прокурора Республики Казахстан, в котором были названы организаторы беспорядков: Сактаганов, Джарылгасинов, Ирмуханов, Досмагамбетов, Уткилов и Тулетаева.
Также в заявлении было признано, что «в отдельных случаях применение оружия и специальных средств со стороны полицейских носило несоразмерный характер, реакция на действия нападающих была неадекватна возникшей угрозе. Вследствие этого, превышая свои полномочия, они противоправно применили оружие, что повлекло гибель и ранения людей.» В связи с этим за ненадлежащее исполнение своих служебных обязанностей, выразившееся в непринятии мер по пресечению незаконных действий подчинённых, к уголовной ответственности был привлечён заместитель начальника ДВД Мангистауской области Утегалиев, командовавший сводным отрядом полиции. За применение оружия с превышением должностных полномочий, повлёкшее гибель людей, к уголовной ответственности были привлечены начальник отдела по борьбе с экстремизмом ДВД Мангистауской области Багдабаев, первый заместитель начальника УВД города Жанаозен Бакыткалиулы, оперуполномоченный ДВД Мангистауской области Жолдыбаев. В связи с гибелью Кенжебаева Базарбая, причиной смерти которого по показаниям его родственников явились телесные повреждения, нанесённые ему в ИВС УВД города Жанаозен к уголовной ответственности был привлечён начальник изолятора временного содержания УВД города Жанаозен Темиров, допустивший незаконное содержание Кенжебаева в ИВС и не обеспечивший его своевременную госпитализацию. Указано, что принимаются меры по установлению лиц, виновных в избиении погибшего.
Кроме того, указывается, что «нарастанию социальной напряжённости и длительной забастовке нефтяников, переросшей в итоге в массовые беспорядки, способствовали незаконные действия должностных лиц местных исполнительных органов и руководителей нефтяных предприятий».
Указывается, что органами финансовой полиции установлено, что данные лица, вопреки интересам горожан, на протяжении нескольких лет расхищали средства, выделяемые на социально-экономическую поддержку местного населения и работников нефтегазовой отрасли,
хищения совершались бывшим и действующим акимами города Жанаозен Бабахановым и Сарбопеевым через общественные фонды «Жанашыр» и «Жарылкау» (в данных фондах аккумулировалась спонсорская помощь АО "РД «Казмунайгаз», предназначенная на оказание социальной поддержки населению города). Значительная часть денег в дальнейшем обналичивалась и присваивалась. Эти должностные лица и руководители названных фондов привлекаются к уголовной ответственности. Также было возбуждено уголовное дело в отношении руководителей АО "РД «КазМунайГаз» и ТОО «Компания Мунай Экология» Мирошникова и Баймухамбетова по факту хищения денежных средств АО "РД «КазМунайГаз» в сумме 335 млн. тенге, в оттношении бывшего директора ПФ «ОзенМунайГаз» Ешманова, его заместителя Маркабаева, которые подозреваются в хищении денежных средств АО "РД «КазМунайГаз» в сумме 127 млн тенге в сговоре с директором ТОО «Бургылау» Сейтмаганбетовым.
В то же время, в заявлении указывается, что «одной из причин массовых беспорядков являлись активные действия отдельных лиц по склонению уволенных рабочих к продолжению акций протеста и жёсткому противостоянию властям» и в связи с этим задержаны руководители и активных члены незарегистрированных общественных объединений «Алга» и «Халык Майданы» Козлов, Амирова и Сапаргали, подозреваемые в причастности к разжиганию социальной розни.

### Реакция оппозиции
17 декабря в Алма-Ате состоялся митинг протеста против действий властей в Жанаозене. Лидеры партии ОСДП «Азат» Жармахан Туякбай, Амиржан Косанов и Болат Абилов выступили на импровизированном митинге, заявив, что государство должно принять все меры для мирного урегулирования ситуации.
Лидер казахстанской партии «Руханият» Серикжан Мамбеталин выступил с обращением к солдатам и офицерам армии, призвав их «не стрелять в своих соотечественников».

### Реакция за рубежом
Комитет ООН по правам человека выразил озабоченность в связи с гибелью 10 человек в беспорядках в Жанаозене.
«Конфедерация труда России» сделала заявления, в котором «требует от руководства Казахстана немедленно прекратить насилие против участников мирного протеста рабочих-нефтяников и членов их семей».
17 декабря в Москве у посольства Казахстана прошла акция солидарности с бастующими казахскими нефтяниками. Активисты, требовавшие остановить кровавую бойню в Казахстане, пришли к посольству с цветами — белыми и красными гвоздиками. Люди делились друг с другом цветами, а также предлагали прохожим поучаствовать в акции памяти.
К собравшимся почти сразу подошла охрана посольства. Кроме того, участников митинга сопровождали сотрудники полиции. Однако никаких задержаний не было: акция носила мирный характер, а люди, возлагавшие цветы к дверям посольства, никаких лозунгов не скандировали. Активисты российской секции Комитета за рабочий интернационал вручили петицию послу Казахстана в Москве. В ней говорится, что бастующими были выдвинуты законные требования возобновления переговорного процесса, прекращения репрессий, освобождения юриста профсоюза Натальи Соколовой, но вместо рассмотрения этих требований по существу полицией и спецслужбами была организована провокация, которая привела к массовым выступлениям протеста. Заявлено, что только полное восстановление на работе всех уволенных, закрытие уголовных дел и обретение свободы Натальей Соколовой может стать единственно верным условием прекращения противостояния.
Пикет против разгона бастующих в Жанаозене прошёл в Лондоне около казахстанского посольства.
Также известно о намерении проведения акции солидарности около посольства Казахстана на Украине профсоюзом «Прямое действие».
Британский музыкант Стинг отменил свой концерт на праздновании Дня Астаны 4 июля 2011 года. Это решение было принято после того, как международная правозащитная организация Amnesty International сообщила ему о давлении на нефтяников и профсоюзных лидеров. В своём заявлении на официальном сайте Стинг заявил о поддержке казахстанских работников нефтегазового сектора и неприемлемости репрессий в отношении бастующих.
В декабре 2014 года в Киеве прошла фотовыставка «Жанаозен — Майдан: хроника расстрелянных протестов».

### Оценки и мнения
По официальной информации органов власти, массовые беспорядки произошли вследствие преступных действий группы лиц. В ответ на требования правоохранительных органов прекратить противоправные действия эти лица совершили нападение на сотрудников правоохранительных органов. «Нефтяники Жанаозена оказались „разменной картой“ в руках противников власти, скрывающихся от правосудия за границей, — считает Казинформ. — Они стали лишь инструментом для расшатывания стабильности в нашем государстве».
В ходе проведения 17 декабря пресс-конференции Генеральной Прокуратуры Казахстан официальный представитель надзорного ведомства Н. Суиндиков продемонстрировал видеозаписи, на которых видно, что первыми конфликт начали люди, одетые в фирменные комбинезоны «Казмунайгаза», а также неизвестные молодые люди, которые также тесно контактировали с бастующими. Как отметил Н.Суиндиков, представители правоохранительных органов до последнего не применяли огнестрельное оружие и старались избегать провокаций, имевших место со стороны бастующих. Но, ввиду оказания массового сопротивления полиции, а также в связи с необходимостью охранять общественный порядок, отбить нападения на представителей власти и мирных граждан, полицейские были вынуждены применить табельное оружие. Таким образом, распространённая со стороны оппозиционных СМИ информация о якобы протаранившем толпу бастующих нефтяников полицейском автомобиле УАЗ, а также о фактах необоснованного применения полицейскими огнестрельного оружия было официально опровергнута.
По сообщениям оппозиционных СМИ, изначально в городе проходила мирная акция нефтяников, а затем началось силовое подавление этой акции со стороны властей, а все погромы вызваны действиями провокаторов. По информации Радио-Франс-Интернасьональ, рабочие уверяют, что конфликт спровоцировали стражи порядка.
По мнению главного редактора информационного агентства «Фергана» Даниила Кислова, события могут вызвать массовую забастовку в нефтегазовой отрасли Казахстана и ещё большие волнения, а властям придётся идти на переговоры с бастующими.
Радио Азаттык и Мухтар Аблязов оценивают количество погибших в 200 и более человек.

## Последствия
После событий в Жанаозене оппозиционные СМИ со ссылкой на неназванные источники сообщали, что начались блокировки многих сайтов и слежка за пользователями интернет-кафе. Также в оппозиционных СМИ сообщалось, что после событий в Жанаозене имели место аресты оппозиционеров и журналистов, а также, что в РК блокировали российский телеканал «РенТВ», когда там показывали программу «Красное и чёрное» о событиях в Жанаозене. Были арестованы многие нефтяники и жители Жанаозена.

## Официальный список лиц, погибших в результате беспорядков в городе Жанаозен
1. Кубайдуллаев Байбек, 21.07.1989 года рождения;
2. Аязов Шадияр Елджанович, 21.01.1978 года рождения;
3. Онгаров Серик Алпысбаевич, 12.11.1959 года рождения;
4. Юсупов Радик Расулович, 1987 года рождения;
5. Турганбаев Аманбек Тореханович, 07.05.1984 года рождения;
6. Кушеров Джанаберген Джаймуханович, 16.11.1979 года рождения;
7. Дуйсекенов Атаберген Хасанович, 27.10.1987 года рождения;
8. Абдикаримова Жанар, 11.04.1974 года рождения;
9. Кушеров Рахат, 11.03.1995 года рождения;
10. Муналбаев Нурлан Дуйсенбаевич, 08.01.1982 года рождения;
11. Кулкаиров Атабай Буребаевич, 19.07.1967 года рождения;
12. Шупашев Жарас Калдыбекович, 29.09.1973 года рождения;
13. Дусенбаев Бекесжан, 08.11.1953 года рождения;
14. Токсанбетов Тулеген Диханбаевич, 03.04.1968 года рождения;
15. Кенжебаев Базарбай Жанабаевич, 1961 года рождения (умер от побоев полиции).

## Суд над участниками беспорядков
27 марта 2012 г. в Актау начался судебный процесс по обвинению 37 человек в участии в беспорядках.
Приговор был оглашён 4-5 июня 2012 года. 13 подсудимых были приговорены к лишению свободы на срок от 3 до 7 лет, 21 подсудимый был приговорён к условному наказанию или к наказанию с одновременным применением амнистии, трое подсудимых были оправданы.
Ещё три оппозиционера получили сроки решением областного суда.
- Сарыбаев Мэлс — оправдан
- Ирмуханов Ертай — оправдан.
- Бапилов Женис — оправдан.
- Бекжанов Карл — 2 года. Амнистирован.
- Мунайтпашев Айбек — 2 года. Амнистирован.
- Муринбаев Данат — амнистирован.
- Шамов Адилбек — 3 года. Аминистрован.
- Абдурахманов Есенгельды — 3 года. Амнистирован.
- Ергазиев Жанбыр — 2 года условно.
- Дусенбаев Парахат — 2 года условно.
- Утебеков Жанайдар — 3 года условно.
- Аспентаев Сисен — 3 года условно.
- Джумагалиев Муратбай — 3 года условно.
- Койшибаев Самат — 3 года условно.
- Мухаммедов Расул — 3 года условно.
- Шамилов Ислам — 3 года условно.
- Телегенов Бауыржан — 3 годам условно.
- Мукашев Нурсултан — 3 года условно.
- Аманжолов Жигер — 3 года условно.
- Дуйсенбаева Айжан — 3 года условно.
- Исаков Саламат — 3 года условно.
- Тадженов Ануарбек — 3 года условно.
- Койшибаев Кайрат — 3 года условно.
- Акжигитов Серик — 3 года условно.
- Тулетаева Роза — 7 лет лишения свободы.
- Досмагамбетов Максат — 6 лет лишения свободы.
- Джарилгасинов Нарын — 6 лет лишения свободы.
- Жусипбаев Канат — 6 лет лишения свободы.
- Уткилов Шабдал — 5 лет лишения свободы.
- Калиев Танатар — 4 года лишения свободы.
- Сактаганов Талгат — 4 года лишения свободы.
- Аскарулы Нурлан — 3 года лишения свободы.
- Аминов Марат — 3 года лишения свободы.
- Эдилов Кайрат — 3 года лишения свободы.
- Бесмагамбетов Жарас — 3 года лишения свободы.
- Непес Бауыржан — 3 года лишения свободы[103].
- Косбармаков Мурат — 3 года лишения свободы[104].

## Суд над полицейскими
28 мая 2012 года был оглашён приговор в отношении пяти полицейских, которые применили оружие во время беспорядков 16-17 декабря 2011 года, они были признаны виновными в превышении должностных полномочий по ст. 308 ч.4 п.б УК РК и приговорены к различным срокам заключения (от 5 до 7 лет) и конфискации имущества:
- полковник полиции Кабдыгали Утегалиев — 7 лет лишения свободы.
- подполковник полиции Бекжан Багдабаев — 6 лет лишения свободы.
- майор полиции Ерлан Бакыткалиулы — 6 лет лишения свободы.
- старший лейтенант полиции Ринат Жолдыбаев — 6 лет лишения свободы.
- капитан полиции Нурлан Есбергенов — 5 лет лишения свободы[107].

## Суд по обвинению в разжигании социальной розни
Владимир Козлов получил 7,5 лет лишения свободы. Серик Сапаргали приговорён к 4 годам лишения свободы условно с испытательным сроком на 3 года, Акжанат Аминов — к 5 годам условно. Евросоюз и США раскритиковали решение суда.

## Дальнейшие события
10 октября 2012 года в возрасте 23 лет был убит Александр Боженко в Жанаозене. Он являлся одним из ключевых свидетелей по делу «о массовых беспорядках в Жанаозене».
Один из участников беспорядков Максат Досмагамбетов был лишён свободы на 6 лет, освобождён в 2015 году. В 2018 году он скончался в возрасте 36 лет.
Из семьи по фамилии Кенжебаев. Базарбай Кенжебаев был убит после побоев полиции 16 декабря 2011 года в Жанаозене. Через 1,5 года скончалась его жена Тлектес Кенжебаева. В 2014 году из-за болезни скончалась его дочь 24-летняя Асем Кенжебаев. В июле 2021 года при невыясненных обстоятельствах был убит его сын, 33-летний Галымжан Кенжебаев.
Владимир Козлов получил 7,5 года лишения свободы, освобождён в 2016 году и в настоящее время проживает на Украине.

## В кино и искусстве
- Документальный фильм «Жанаозен: неизвестная трагедия» за 26 минут. Режиссёр: Юлия Мазурова, Текст читает: Александр Галибин.
- Документальный фильм «Жанаозенский дневник» с Галым Агелеуов (2013).
- Документальный фильм Асылбека Абдулова «Жанаозен. До востребования» (2 серий).
- Был показан фильм Вячеслава Николаева «Красное и чёрное» на канале РенТВ[111].
- 15 мая 2012 года под открытым небом прошла выставка о Жанаозене[112].
- Казахский бард Жанат Есентаев записал песню про Жанаозен[113].
- Laura Rafetseder — Ballad of Zhanaozen[114].
- Нойз-кор проект «Назарбаев Террор Машин»[115].
- Таразский рэпер Такежан снял клип «Реквием» с песней о Жанаозенских событиях[116].
- Московская фолк-панк группа «Аркадий Коц» сочинила песню «Кто стреляет в рабочих», посвящённую Жанаозенским событиям[117].
- Участников айтыса в Атырау в феврале 2012 года настоятельно просили не затрагивать «тему Жанаозена»[118]. На айтысе в Алма-Ате в феврале того же года акын Бауржан Калиолла выступил перед 5000 зрителями с речью о Жанаозенских событиях и осудил президента Назарбаева, который за 7 месяцев не нашёл возможности встретиться с протестующими[119].
- Документальный фильм Лукпана Ахмедьярова и Рауля Упорова «16.12.11.»[120].